# Concordança
La concordança o concordància és la concòrdia, harmonia, acord i conformitat entre dues o més coses, persones, punts de vista, aspectes, estils, idees, valors, parers o sentiments. Dues coses que no concorden produeixen una contrarietat o conflicte, i aquest provoca tensió, moviment o creació. La concordança és un dels divuit principis que presenta Ramon Llull al seu Ars magna, on explica que per a ell es tracta d'un principi relatiu i que la contrarietat, que sorgeix en destruir la concordança, és sempre un accident.
En filosofia s'ha estudiat a bastament la concordança entre realitat i aparença, o percepció, o veritat, de la consciència amb la veritat, o d'aquesta amb el món, per exemple. També la concordança d'un mateix sistema filosòfic. Per a alguns autors el veritable resultat de la història de la filosofia és precisament aquesta concordança del pensament filosòfic amb ell mateix.
La lògica tracta la concordança entre diferents proposicions i la concordança interna de sistemes, entre altres coses. És fonamental a la tecnologia, l'enginyeria, l'organització industrial i la programació informàtica. En ciències polítiques s'estudia també la concordança entre valors, interessos i postures dels agents implicats. Normalment els partits polítics de democràcies sanes cerquen obtenir sempre el consens.

## Concordança lingüística
En llengua, és una relació sintagmàtica dins l'oració que implica que la forma o posició d'un un conjunt de mots rellevants es modifiquen tenint-se en compte entre ells, d'una manera igual, similar o anàloga, referits els uns amb els altres. En la majoria de llengües, la concordança denota una flexió comuna; per exemple, en català, el subjecte i el verb concorden en nombre i persona perquè els dos components de la frase estan en els mateixos nombre i persona. Vegeu també: Concordances de temps verbals.
No totes les paraules han de concordar; cada idioma marca les categories o funcions que es modifiquen entre elles, sigui pel seu paper en la frase o a causa de la seva morfologia, ja que només poden concordar les paraules variables. En les llengües indoeuropees, la concordança afecta el cas gramatical, el nombre (singular o plural), el gènere i la persona (jo, tu o altre), que es marquen mitjançant un morfema específic. En altres llengües, pot afectar també classes semàntiques, com els noms en alguns idiomes africans, que han de concordar segons el seu tipus.